# カンムリブダイ
カンムリブダイ（学名：Bolbometopon muricatum）は、スズキ目ブダイ科に属する海水魚。カンムリブダイ属は単型。ブダイ科の最大種で、体長は1 m以上。インド洋から太平洋にかけての熱帯海域に分布する。

## 形態
体長は最大130cm、通常は100cm。体は側偏し、体高は高い。頭部は凸出する。体色は雌雄ともに緑灰色または青緑色で、頭部前部は桃色、鰭は濃い青緑色。産卵時には雄の体色が変化する。尾鰭は二重湾入形で、上下端の条がわずかに伸長する。幼魚の体色は白色がかった灰色で、白色と黒色の斑点が無数にある。背鰭の棘条は9本、軟条は10本。臀鰭の棘条は3本、軟条は9本。

## 生態
インド・太平洋に広く分布するが、ハワイ諸島では記録されていない。日本では八重山諸島、鹿児島県笠沙、奄美大島で稀に見られる。日本で見られる個体は台湾周辺などから黒潮に乗り偶発的に現れたものだと考えられている。幼魚は内湾の礁池、成魚は水深30m以下のサンゴ礁の縁やドロップオフに生息し、大規模な群れを作る。魚類として珍しく、生きたサンゴを捕食する。オニヒトデの増加や温暖化によるサンゴ礁の減少に伴い、本種の個体数も減少する可能性がある。産卵は集団で行われる。

## 人間との関係
日本では個体数が少ないこともあって、滅多に水揚げされない。絶滅危惧種であり、漁獲が規制されている地域もある。沖縄ではクジラブッタイと呼ばれる。